# Encalypta peruviana
Encalypta peruviana är en bladmossart som beskrevs av Brotherus 1921. Encalypta peruviana ingår i släktet klockmossor, och familjen Encalyptaceae. Inga underarter finns listade i Catalogue of Life.